# Hideo Sakai
Hideo Sakai (japanska: 堺井 秀雄; Sakai Hideo), född 10 juni 1909 i Osaka, Japan, död 3 juni 1996 i Hyōgo prefektur, Japan (lunginflammation), var en japansk fotbollsspelare.